# Курдельчук Людмила Василівна
Людмила Василівна Курдельчук (нар. 5 січня 1959, село Комарове, тепер Маневицького району Волинської області) — українська радянська діячка, дріжджівник Алуштинського хлібокомбінату Кримського виробничого об'єднання харчової промисловості. Депутат Верховної Ради УРСР 11-го скликання.

## Біографія
Народилася в селянській родині.
Освіта середня. У 1977 році закінчила Сімферопольське професійно-технічне училище хлібопекарної промисловості. Член ВЛКСМ.
З 1977 року — пекар, майстер-пекар, машиніст тісторозробних машин, з 1984 року — дріжджівник Алуштинського хлібокомбінату Кримського виробничого об'єднання харчової промисловості.
Потім — на пенсії в місті Алушта Автономної Республіки Крим.

## Нагороди
- медалі
- звання «Ударник комуністичної праці»